# Communauté de communes Te Tama a Hiro
La communauté de communes Te Tama a Hiro  est une communauté de communes française, située dans la collectivité d'outre-mer de Polynésie française, regroupant quatre des cinq îles de l'archipel des Australes. 
Cette communauté de communes a été créée le 1er janvier 2023 par un arrêté du haut-commissaire de la République en Polynésie française réunissant Rapa, Rimatara, Rurutu et Tubuai avec son siège fixé en mairie de Amaru, commune de Rimatara.
Cette création remonte à la dissolution du Syndicat Intercommunal à Vocation Multiple des îles Australes (S.I.V.M.A.) en décembre 2014,. La commune de Raivavae (Polynésie française) ne fait pas partie de cette intercommunalité.
Selon les statuts, la communauté de communes exerce les compétences de transport entre les îles ainsi qu'un cadre plus large pour intervenir comme Assistance à maitrise d'ouvrage.

## Territoire communautaire
La communauté de communes est composée des 4 communes suivantes :
| Nom              | Code Insee | Gentilé | Superficie (km2) | Population (dernière pop. légale) | Densité (hab./km2) |
| ---------------- | ---------- | ------- | ---------------- | --------------------------------- | ------------------ |
| Rimatara (siège) | 98743      | =       | 9,13             | 879 (2012)                        | 96                 |
| Rapa             | 98741      | =       | 40,61            | 515 (2012)                        | 13                 |
| Rurutu           | 98744      | =       | 29,00            | 2 325 (2012)                      | 80                 |
| Tubuai           | 98753      | =       | 45               | 2 173 (2012)                      | 48                 |

La répartition par commune des sièges au sein du conseil communautaire est effectuée d’un commun accord :
- 2 membres titulaires et 2 membres suppléants jusqu’à 1 500 habitants : Rapa et Rimatara
- 3 membres titulaires et 3 membres suppléants au-delà de 1 500 habitants : Tubuai et Rurutu

## Présidents
| Période         | Période  | Identité           | Étiquette         | Qualité                         |
| --------------- | -------- | ------------------ | ----------------- | ------------------------------- |
| 25 janvier 2024 | En cours | M. Artigas Hatitio | Tapura Huiraatira | Maire de Rimatara (depuis 2020) |